# Notolabrus

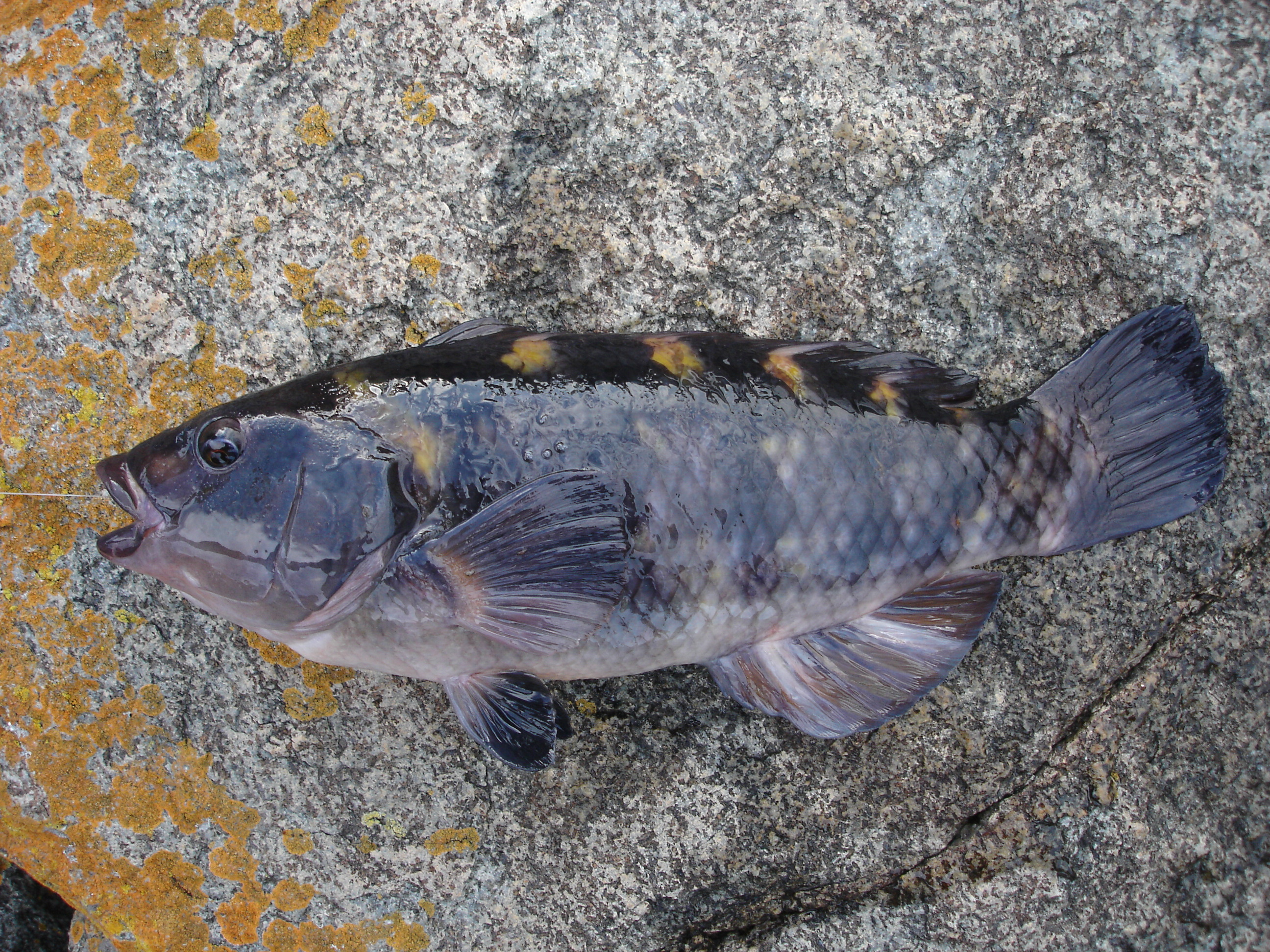
N. fucicola

Notolabrus è un genere di pesci di acqua salata appartenente alla famiglia Labridae.

## Distribuzione
Sono pesci demersali provenienti dall'oceano Pacifico e da parte dell'oceano Indiano.

## Descrizione
Le specie di questo genere presentano un corpo compresso lateralmente, alto e piuttosto allungato. Le dimensioni variano dai 23 cm di N. gymnogenis ai 50 di N. tetricus e N. inscriptus.

## Tassonomia
In questo genere sono riconosciute 7 specie:
- Notolabrus celidotus
- Notolabrus cinctus
- Notolabrus fucicola
- Notolabrus gymnogenis
- Notolabrus inscriptus
- Notolabrus parilus
- Notolabrus tetricus

## Conservazione
Tutte queste specie non sono minacciate e quindi vengono classificate come "a rischio minimo" (LC) dalla lista rossa IUCN.